# Rubió (Perolet)
Rubió és un indret del terme municipal de Gavet de la Conca, a l'antic terme de Sant Salvador de Toló, al Pallars Jussà, en territori que havia estat del poble de Perolet.
El lloc és al sud de Perolet, a l'esquerra del barranc de Mas de Guillem i al sud-est de Cal Genera.